# Taşkonak, Van
Taşkonak là một xã thuộc thành phố Van, tỉnh Van, Thổ Nhĩ Kỳ. Dân số thời điểm năm 2011 là 375 người.